# Кульовий сегмент

Приклад кульового сегмента (зафарбований синім). Інша частина кулі також є кульовим сегментом

Кульови́й сегме́нт — частина кулі, відрізана від неї площиною. Поверхнями кульового сегмента є сферичний сегмент і круг, утворений при перетині кулі площиною.
Якщо січна площина проходить через центр кулі, то такі кульові сегменти є однаковими і називаються півкулями.
Властивості тримірних фігур інколи ілюструють прикладами подібних алгебраїчних об'єктів, попри те що геометрично вони відмінні. Наприклад рівняння сфери та площини у тримірному просторі, за сталого значення однієї з координат чи проекції, відповідають рівнянням кола та прямої для двомірного випадку. Тому кажуть що круговий сегмент є двомірним випадком кульового сегмента. З тієї ж причини інколи розглядається багатовимірна, сфероїдна чи еліпсоїдна подоба.

## Основні визначення
- Основа кульового сегмента — це круг радіуса a, утворений при перетині кулі площиною.
- Висота кульового сегмента (h) — найбільша відстань від січної площини (площини основи) до поверхні сегмента.
- Залежність між радіусом основи і висотою кульового сегмента має вигляд

{\displaystyle a={\sqrt {h(2r-h)}}}.

## Об'єм кульового сегмента

### Через його параметри
Якщо радіус основи сегмента дорівнює {\displaystyle a}, висота сегмента — {\displaystyle h}, тоді об'єм V кульового сегмента буде
{\displaystyle V={\frac {\pi h}{6}}(3a^{2}+h^{2})},
Вираз через радіус сферичного сегмента {\displaystyle r} та висоту {\displaystyle h}:
{\displaystyle n=3,~V_{dome}={\frac {1}{3}}\pi h^{2}(3r-h)}

### Двомірний випадок
Через радіус сегмента круга {\displaystyle r} та висоту {\displaystyle h}, чи з кутом {\displaystyle \theta } та радіусом основи {\displaystyle a}:
{\displaystyle n=2,~V_{dome}=r^{2}ArcCos\left({\frac {r-h}{r}}\right)-(r-h){\sqrt {h(2r-h)}}=r^{2}\theta -a(r-h)}
Останній вираз ілюструє простий зв'язок з об'ємом сектора та його конічною частиною {\displaystyle \textstyle V_{dome}=V_{sector}-V_{cone}}, {\displaystyle \textstyle V_{cone}(r,h,n)={\tfrac {r-h}{n}}V_{ball}(a,n-1)}, {\displaystyle \textstyle V_{ball}(r,k)={\frac {r^{k}\pi ^{k/2}}{\Gamma \left(k/2+1\right)}}}. Для тримірного простору такий зв'язок менш очевидний, через те що подобою кута в радіанах є стерадіан, який пов'язаний із плоским аналогом більш складно.

### Для довільної вимірності
- рекурентний зв'язок:
- в явному вигляді

{\displaystyle V_{dome}(r,t,i+2)={\tfrac {2\pi r^{2}}{i+2}}\left(V_{dome}(r,t,i)-{\tfrac {rV_{ball}(r,i-1)}{(i+1)}}t\left(1-t^{2}\right)^{\frac {i+1}{2}}\right)}
де {\displaystyle i\geqslant 1,~t=\cos(\theta )={\tfrac {r-h}{r}},~V_{ball}(r,0)=1}
- між сусідніми вимірностями

{\displaystyle V_{dome}(r,h,i)=\int \limits _{0}^{2a}V_{dome}\left(r(x),h(x),i-1\right)dx}
де {\displaystyle \textstyle i\geqslant 1,~r\geqslant h,~r(x)=r{\sqrt {1-\left({\frac {a-x}{r}}\right)^{2}}},~h(x)=r(x)-(r-h),~a={\sqrt {h(2r-h)}}}

### Розрахунок через інтегрування
За алгебраїчного використання, коли вираз є проміжним, чи для ілюстрації залежності від параметрів бувають корисні вирази у інтегральній формі:
- інтегрування через висоту
{\displaystyle V_{dome}(r,h,n)=\int \limits _{r-h}^{r}V_{ball}\left(a(x),n-1\right)dx=r\,V_{ball}(r,n-1)\int \limits _{t}^{1}(1-x^{2})^{\frac {n-1}{2}}dx}
де {\displaystyle a(x)={\sqrt {r^{2}-x^{2}}},~t=\cos(\theta )={\frac {r-h}{r}}}.
- інтегрування через кут
{\displaystyle V_{dome}(r,h,n)=r\,V_{ball}(r,n-1)\int \limits _{0}^{\theta }\sin ^{n}\phi \,d\phi }
де {\displaystyle \cos(\theta )={\frac {r-h}{r}}}
Оптимізація під алгебраїчну простоту на кожному кроці не завжди є оптимальною, оперування загальними виразами може бути корисним у доведеннях через те що вони є параметрами для загальних інваріантів.

## Площа сферичної поверхні кульового сегмента
Площа сферичної частини поверхні сегмента (сегмента сфери) дорівнює
{\displaystyle A=2\pi rh}
або
{\displaystyle A=2\pi r^{2}(1-\cos \theta )}.
Параметри {\displaystyle a}, {\displaystyle h} і {\displaystyle r} пов'язані співвідношеннями
{\displaystyle r^{2}=(r-h)^{2}+a^{2}=r^{2}+h^{2}-2rh+a^{2}},
{\displaystyle r={\frac {a^{2}+h^{2}}{2h}}}.
Підстановка останньої залежності у перший вираз для обчислення площі дає рівняння
{\displaystyle A=2\pi {\frac {(a^{2}+h^{2})}{2h}}h=\pi (a^{2}+h^{2})}.